# San Antonio de Padua en la Circunvalación Appia (título cardenalicio)
San Antonio de Padua en la Circunvalación Appia es una diaconía cardenalicia de la Iglesia Católica. Fue instituido por el papa Benedicto XVI en 2012.

## Titulares
- Julien Ries (18 de febrero de 2012 - 23 de febrero de 2013)
- Karl-Josef Rauber (14 de febrero de 2015 - 26 de marzo de 2023)